# قضبان التوصيل المعزولة الطور

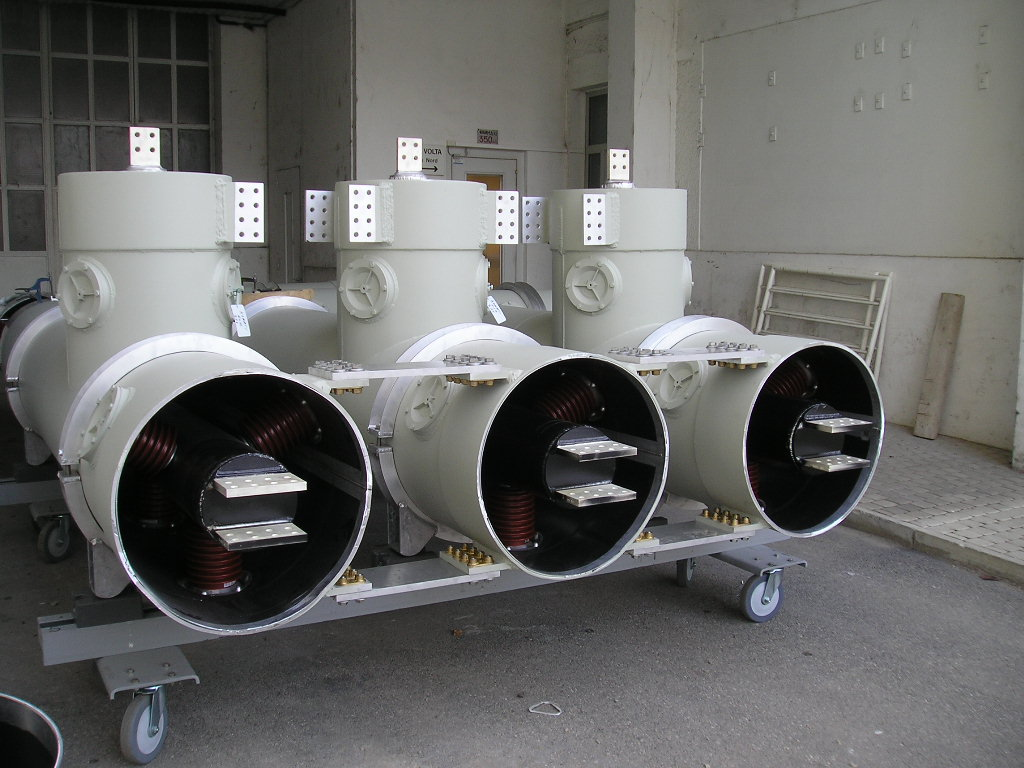
قضبان التوصيل المعزولة الطور حتى 53000 أمبير

قضبان التوصيل المعزولة الطور (بالإنجليزية: IPB Isolated-phase bus)‏ أو (بالإنجليزية: Phase-isolated Bus PIB)‏ في الهندسة الكهربائية هي وسيلة لبناء دارات كهربائية تتحمل تيارات كبيرة جدا، وعادة ما تركب بين المولد ومحول الرفع في محطات التوليد الكهربائية (خاصةً الحرارية أو الكهرمائية).
تيار كل طور يمر في موصل منفصل ومغلق في حاوية معدنية منفصلة ومؤرضة. تكون الموصلات عادة عبارة عن أنابيب ألومنيوم جوفاء أو قضبان ألومنيوم مثبتة على عوازل خزفية أو من البوليمر .